# 学部の一覧
学部の一覧（がくぶのいちらん）は、日本（JAPAN）に設置されている大学の学部の一覧である。
なお、記事化されたものでリダイレクトを除いた一覧は、Category:学部にある。

## 学部の一覧

### あ行

#### あ
- IT総合学部　（サイバー大学）
- 赤坂心理・医療福祉マネジメント学部　（国際医療福祉大学）
- アジア太平洋学部　（立命館アジア太平洋大学）
- アジア太平洋マネジメント学部　（立命館アジア太平洋大学）
- アニメーション文化学部　（吉備国際大学）
- アニメ・マンガ学部　（開志専門職大学）
- アントレプレナーシップ学部　（武蔵野大学）

#### い
- 医学群　（筑波大学）
- 医学部　（愛知医科大学／秋田大学／旭川医科大学／岩手医科大学／愛媛大学／大分大学／大阪医科薬科大学／大阪公立大学／大阪市立大学／大阪大学／岡山大学／香川大学／鹿児島大学／金沢医科大学／川崎医科大学／関西医科大学／北里大学／岐阜大学／九州大学／京都大学／京都府立医科大学／杏林大学／近畿大学／熊本大学／久留米大学／群馬大学／慶應義塾大学／高知大学／神戸大学／国際医療福祉大学／埼玉医科大学／佐賀大学／札幌医科大学／産業医科大学／滋賀医科大学／自治医科大学／島根大学／順天堂大学／昭和大学／信州大学／聖マリアンナ医科大学／千葉大学／筑波大学／帝京大学／東海大学／東京医科歯科大学／東京医科大学／東京慈恵会医科大学／東京女子医科大学／東京大学／東邦大学／東北医科薬科大学／東北大学／徳島大学／獨協医科大学／鳥取大学／富山大学／長崎大学／名古屋市立大学／名古屋大学／奈良県立医科大学／新潟大学／日本医科大学／日本大学／浜松医科大学／兵庫医科大学／弘前大学／広島大学／福井大学／福岡大学／福島県立医科大学／藤田医科大学／北海道大学／三重大学／宮崎大学／山形大学／山口大学／山梨大学／横浜市立大学／琉球大学／和歌山県立医科大学）
- 異文化コミュニケーション学部　（松蔭大学：『コミュニケーション文化学部』に改称。／専修大学：『国際コミュニケーション学部』に改称。／福岡国際大学／『武蔵野学院大学』／立教大学）
- 医薬保健学域　（金沢大学）
- 医用工学部　（鈴鹿医療科学大学／桐蔭横浜大学）
- 医療衛生学部　（北里大学）
- 医療栄養学部　（甲南女子大学）
- 医療科学部　（愛知淑徳大学：『健康医療科学部』に改組。／京都医療科学大学／滋慶医療科学大学／修文大学／順天堂大学／帝京科学大学／名古屋女子大学／藤田医科大学）
- 医療学部　（大阪行岡医療大学／天理医療大学／天理大学／東亜大学／新潟リハビリテーション大学／福岡国際医療福祉大学）
- 医療看護学部　（順天堂大学）
- 医療技術学部　（川崎医療福祉大学／群馬医療福祉大学／群馬パース大学／帝京大学／新潟医療福祉大学／新潟薬科大学／北海道医療大学）
- 医療経営学部　（広島国際大学）
- 医療経営管理学部　（新潟医療福祉大学）
- 医療健康科学部　（大阪電気通信大学／駒澤大学）
- 医療健康学部　（金城大学／東京国際大学）
- 医療工学部　（北海道科学大学：『保健医療学部』に改組。／東亜大学：『医療学部』に改称。）
- 医療情報学部　（北海道情報大学）
- 医療福祉学部　（愛知淑徳大学／川崎医療福祉大学／国際医療福祉大学／東北文化学園大学／日本医療大学／広島国際大学）
- 医療福祉マネジメント学部　（川崎医療福祉大学）
- 医療保健学部　（藍野大学／大阪歯科大学／桐生大学／つくば国際大学／東京医療保健大学／東京工科大学／姫路獨協大学／北陸大学）

#### う
- ウェルビーイング学部　（武蔵野大学）

#### え
- 映画学部　（日本映画大学）
- 英語キャリア学部　（関西外国語大学）
- 英語国際学部　（関西外国語大学）
- 英語情報マネジメント学部　（秀明大学）
- 映像学部　（立命館大学）
- 栄養科学部　（相模女子大学／中村学園大学／盛岡大学）
- 栄養学部　（関東学院大学／甲子園大学／神戸学院大学／女子栄養大学／東京家政大学）
- 園芸学部　（千葉大学）

#### お
- 応用心理学部　（東京成徳大学）
- 応用生物科学部　（岐阜大学／東京農業大学）
- 応用生物学部　（中部大学／東京工科大学）
- 応用生命科学部　（新潟薬科大学／日本獣医生命科学大学）
- 応用バイオ科学部　（神奈川工科大学）
- 小田原保健医療学部　（国際医療福祉大学）
- 音楽学部　（愛知県立芸術大学／上野学園大学／エリザベト音楽大学／大阪音楽大学／大阪芸術大学／沖縄県立芸術大学／活水女子大学／京都市立芸術大学／国立音楽大学／くらしき作陽大学／神戸女学院大学／札幌大谷大学／聖徳大学／尚美学園大学／昭和音楽大学／洗足学園音楽大学／相愛大学／東京音楽大学／東京芸術大学／同志社女子大学／東邦音楽大学／桐朋学園大学／徳島文理大学／名古屋音楽大学／名古屋芸術大学／フェリス女学院大学／平成音楽大学／武庫川女子大学／武蔵野音楽大学）

### か行

#### か
- 会計ファイナンス学部　（名古屋商科大学）
- 海事科学部　（神戸大学：『海洋政策科学部』に改称。）
- 外国語学部　（愛知大学／大阪大学／大阪学院大学／神奈川大学／関西外国語大学／関西大学／神田外語大学／北九州市立大学／吉備国際大学／岐阜聖徳学園大学／京都外国語大学／京都産業大学／杏林大学／熊本学園大学／神戸市外国語大学／上智大学／摂南大学／大東文化大学／拓殖大学／帝京大学／常葉大学／獨協大学／長崎外国語大学／名古屋外国語大学／名古屋学院大学／南山大学／文京学院大学／明海大学／名城大学／目白大学／麗澤大学）
- 開発工学部　（東海大学）
- 海洋科学部　（東京海洋大学：『海洋生命科学部』に改称。）
- 海洋学部　（東海大学）
- 海洋工学部　（東京海洋大学）
- 海洋資源環境学部　（東京海洋大学）
- 海洋政策科学部　（神戸大学）
- 海洋生物資源学部　（福井県立大学）
- 海洋生命科学部　（北里大学／東京海洋大学）
- 科学技術学部　（東北文化学園大学）
- 化学生命工学部　（関西大学）
- 香川薬学部　（徳島文理大学）
- 学芸学部　（桜花学園大学／大阪樟蔭女子大学／大阪女子大学／相模女子大学／津田塾大学／同志社女子大学／広島文化学園大学／宮城学院女子大学）
- 家政学部　（愛知学泉大学／大阪市立大学／大妻女子大学／鎌倉女子大学／岐阜女子大学／九州女子大学／京都女子大学／共立女子大学／神戸女子大学／郡山女子大学／柴田学園大学／東北生活文化大学／名古屋女子大学／東京家政大学／日本女子大学／安田女子大学／和洋女子大学）
- 学校教育学部　（上越教育大学／鳴門教育大学／兵庫教育大学）
- 学校教師学部　（秀明大学）
- 環境園芸学部　（南九州大学）
- 環境科学部　（京都府立大学／滋賀県立大学／長崎大学／人間環境大学）
- 環境学部　（公立鳥取環境大学／東京都市大学／広島工業大学）
- 環境共生学部　（熊本県立大学）
- 環境・建築学部　（金沢工業大学：『建築学部』に改称。／長崎総合科学大学）
- 環境システム学部　（酪農学園大学：『農食環境学群』に改組。）
- 環境社会学部　（城西国際大学）
- 環境・社会理工学院　（東京工業大学）
- 環境情報学部　（慶應義塾大学／福井工業大学／四日市大学）
- 環境情報ビジネス学部　（名古屋産業大学）
- 環境創造学部　（大東文化大学）
- 環境ツーリズム学部　（長野大学）
- 環境デザイン学部　（昭和女子大学）
- 環境都市工学部　（関西大学）
- 環境人間学部　（兵庫県立大学）
- 環境防災学部　（富士常葉大学）
- 環境保健学部　（麻布大学）
- 環境理工学群　（高知工科大学）
- 環境理工学部　（岡山大学：『工学部』に改組。）
- 看護医療学部　（慶應義塾大学／四日市看護医療大学）
- 看護栄養学部　（鹿児島純心女子大学／島根県立大学／淑徳大学／天使大学／長崎県立大学／山口県立大学）
- 看護学群　（宮城大学）
- 看護学部　（愛知医科大学／愛知県立大学／青森中央学院大学／足利大学／石川県立看護大学／一宮研伸大学／茨城キリスト教大学／医療創生大学／岩手医科大学／岩手県立大学／岩手保健医療大学／植草学園大学／大分県立看護科学大学／大阪医科薬科大学／大阪公立大学／大阪歯科大学／大阪信愛学院大学／大阪成蹊大学／大阪府立看護大学／沖縄県立看護大学／鹿児島国際大学／活水女子大学／金沢医科大学／亀田医療大学／川崎市立看護大学／関西医科大学／関西看護医療大学／関西福祉大学／関東学院大学／北里大学／岐阜医療科学大学／岐阜協立大学／岐阜県立看護大学／岐阜聖徳学園大学／岐阜保健大学／京都看護大学／京都橘大学／共立女子大学／金城学院大学／金城大学／群馬医療福祉大学／群馬県立県民健康科学大学／群馬パース大学／健康科学大学／高知県立大学／神戸市看護大学／神戸女子大学／駒沢女子大学／佐久大学／札幌市立大学／三育学院大学／山陽学園大学／四国大学／四條畷学園大学／静岡県立大学／自治医科大学／四天王寺大学／下関市立大学／修文大学／秀明大学／松蔭大学／城西国際大学／聖徳大学／湘南鎌倉医療大学／常磐大学／上武大学／椙山女学園大学／鈴鹿医療科学大学／清泉女学院大学／聖泉大学／西武文理大学／聖マリア学院大学／聖隷クリストファー大学／聖路加国際大学／摂南大学／仙台青葉学院大学／千里金蘭大学／創価大学／第一薬科大学／太成学院大学／宝塚大学／千葉科学大学／千葉大学／中京学院大学／敦賀市立看護大学／東京有明医療大学／東京純心大学／東京情報大学／東京女子医科大学／東京成徳大学／同志社女子大学／東邦大学／獨協医科大学／鳥取看護大学／富山県立大学／長岡崇徳大学／長野県看護大学／長野保健医療大学／名古屋学芸大学／名古屋市立大学／新潟医療福祉大学／新潟県立看護大学／新潟青陵大学／新潟薬科大学／西九州大学／日本赤十字東北看護大学／日本赤十字看護大学／日本赤十字九州国際看護大学／日本赤十字豊田看護大学／日本赤十字広島看護大学／日本赤十字北海道看護大学／日本福祉大学／人間環境大学／福岡看護大学／福島県立医科大学／福岡県立大学／姫路大学／姫路獨協大学／兵庫医科大学／兵庫医療大学／兵庫大学／弘前学院大学／広島国際大学／広島文化学園大学／福岡看護大学／福岡県立大学／福岡女学院看護大学／福山平成大学／別府大学／三重県立看護大学／宮崎県立看護大学／武庫川女子大学／武蔵野大学／明治国際医療大学／目白大学／森ノ宮医療大学／安田女子大学／山梨県立大学／横浜創英大学／令和健康科学大学／和洋女子大学）
- 看護福祉学部　（秋田看護福祉大学／九州看護福祉大学／福井県立大学／北海道医療大学）
- 看護福祉心理学部　（新潟青陵大学：『看護学部』『福祉心理学部』に改組。）
- 看護保健学部　（梅花女子大学）
- 看護リハビリテーション学部　（甲南女子大学／中部学院大学）
- 観光学部　（大阪観光大学／京都文教大学／國學院大学／札幌国際大学／城西国際大学／宝塚医療大学／玉川大学／帝塚山大学／東海大学／立教大学／和歌山大学）
- 観光経営学部　（新潟経営大学）
- 観光コミュニティ学部　（跡見学園女子大学）
- 観光産業科学部　（琉球大学：『国際地域創造学部』に改組。）
- 観光ビジネス学部　（秀明大学）
- 観光文化学部　（神戸夙川学院大学）
- 観光まちづくり学部　（國學院大学）
- 観光メディア文化学部　（松蔭大学）
- 感性デザイン学部　（八戸工業大学）
- 管理栄養学部　（東都大学／名古屋学芸大学）

#### き
- 基幹工学部　（日本工業大学）
- 基幹理工学部　（早稲田大学）
- 危機管理学部　（倉敷芸術科学大学／千葉科学大学／日本大学）
- 企業情報学部　（大阪学院大学／長野大学）
- 基礎工学部　（大阪大学／東京理科大学）
- 技能工芸学部　（ものつくり大学）
- 基盤工学部　（東海大学）
- キャリア形成学部　（京都光華女子大学）
- キャリア実践学部　（岡山学院大学）
- キャリアデザイン学部　（法政大学）
- 九州工学部　（近畿大学：『産業理工学部』に改組。）
- 教育学部　（愛知教育大学／愛知東邦大学／育英大学／茨城大学／岩手大学／愛媛大学／大分大学／大阪大谷大学／大阪教育大学／大阪信愛学院大学／大阪成蹊大学／大阪体育大学／大阪府立大学／大谷大学／岡山大学／岡山理科大学／鹿児島大学／金沢学院大学／鎌倉女子大学／関東学院大学／川村学園女子大学／開智国際大学／香川大学／関西国際大学／関西福祉科学大学／関西福祉大学／関西学院大学／畿央大学／岐阜聖徳学園大学／岐阜大学／九州大学／共栄大学／京都教育大学／京都大学／熊本大学／敬愛大学／皇學館大学／高知大学／神戸松蔭女子学院大学／神戸親和女子大学／神戸常盤大学／埼玉大学／佐賀大学／滋賀大学／静岡大学／四天王寺大学／島根大学／就実大学／淑徳大学／聖徳大学／信州大学／椙山女学園大学／創価大学／玉川大学／千葉大学／中部学院大学／帝京大学／帝塚山大学／東海学園大学／東海大学／東京学芸大学／東京大学／東京福祉大学／東北福祉大学／常葉大学／富山大学／長崎大学／中村学園大学／名古屋芸術大学／名古屋大学／奈良教育大学／新潟大学／白鷗大学／姫路大学／弘前大学／広島大学／広島文教大学／福井大学／福岡教育大学／福山市立大学／佛教大学／文教大学／北海道教育大学／北海道大学／松本大学／三重大学／宮城学院女子大学／宮城教育大学／宮崎国際大学／宮崎大学／武庫川女子大学／武蔵野大学／明星大学／安田女子大学／山口学芸大学／山口大学／大和大学／山梨大学／横浜国立大学／琉球大学／和歌山信愛大学／和歌山大学／早稲田大学）
- 教育人文学部　（十文字学園女子大学）
- 教育・心理学部　（日本福祉大学）
- 教育人間科学部　（青山学院大学／帝京科学大学）
- 教育福祉学部　（愛知県立大学／びわこ学院大学）
- 教育文化学部　（秋田大学／北翔大学／宮崎大学）
- 共生科学部　（星槎大学）
- 行政社会学部　（福島大学：『人文社会学群』に改組。）
- 共創学部　（九州大学）
- 共創工学部　（お茶の水女子大学）
- 共同教育学部　（宇都宮大学／群馬大学）
- 共同獣医学部　（鹿児島大学／山口大学）
- 教養学部　（国際基督教大学／埼玉大学／東海大学／東京大学／東北学院大学／都留文科大学／放送大学）
- 恐竜学部　（福井県立大学）
- 金融経済学部　（大阪電気通信大学：現在は廃止。）

#### く
- 空間創造学部　（北海道科学大学）
- グローバル学部　（武蔵野大学）
- グローバル教養学部　（法政大学）
- グローバル・コミュニケーション学群　（桜美林大学）
- グローバル・コミュニケーション学部　（愛知淑徳大学／神戸学院大学／同志社大学／東洋学園大学／武蔵野大学）
- グローバルスタディーズ学部　（多摩大学）
- グローバル地域文化学部　（同志社大学）
- グローバルビジネス学部　（グローバルBiz専門職大学／昭和女子大学）
- グローバルマネジメント学部　（長野県立大学）
- グローバル・メディア・スタディーズ学部　（駒澤大学）
- グローバル・リベラルアーツ学部　（神田外語大学）

#### け
- 経営学部　（愛知学院大学／愛知工業大学／愛知産業大学／愛知大学／愛知東邦大学／青山学院大学／朝日大学／亜細亜大学／石巻専修大学／茨城キリスト教大学／追手門学院大学／大阪学院大学／大阪経済大学／大阪経済法科大学／大阪産業大学／大阪成蹊大学／岡山商科大学／岡山理科大学／神奈川大学／関西国際大学／環太平洋大学／関東学院大学／岐阜協立大学／京都産業大学／京都橘大学／近畿大学／甲南大学／神戸学院大学／神戸大学／公立鳥取環境大学／国士舘大学／駒澤大学／作新学院大学／産業能率大学／静岡産業大学／四天王寺大学／就実大学／淑徳大学／城西大学／成蹊大学／星槎道都大学／星城大学／摂南大学／専修大学／創価大学／園田学園女子大学／太成学院大学／大東文化大学／高千穂大学／高松大学／玉川大学／中京学院大学／中京大学／東海学園大学／東海大学／東京経営大学／東京経済大学／東京成徳大学／東京富士大学／東京理科大学／東北学院大学／東洋大学／常葉大学／豊橋創造大学／長崎県立大学／名古屋経済大学／名古屋商科大学／南山大学／日本経済大学／白鷗大学／ビジネス・ブレークスルー大学／広島経済大学／福山平成大学／文京学院大学／文教大学／法政大学／北海学園大学／北海道武蔵女子大学／松山大学／宮崎産業経営大学／武庫川女子大学／武蔵野大学／明治大学／名城大学／明星大学／目白大学／桃山学院大学／山梨学院大学／横浜国立大学／立教大学／立正大学／立命館大学／龍谷大学）
- 経営管理学部　（名古屋商科大学）
- 経営教育学部　（芦屋大学）
- 経営経済学部　（青森公立大学／大阪国際大学／嘉悦大学／日本文理大学）
- 経営社会科学部　（新潟大学）
- 経営情報学部　（九州情報大学／四国大学／静岡県立大学／城西国際大学／多摩大学／中部大学／筑波学院大学／新潟経営大学／新潟国際情報大学／阪南大学／福井工業大学／北海道情報大学）
- 経営政策学部　（杏林大学）
- 経営文化学部　（松蔭大学）
- 経営法学部　（青森中央学院大学／東北文化学園大学）
- 経済科学部　（広島修道大学）
- 経済学部　（愛知学院大学／愛知大学／青山学院大学／旭川大学／亜細亜大学／追手門学院大学／大分大学／大阪学院大学／大阪経済大学／大阪経済法科大学／大阪産業大学／大阪商業大学／大阪公立大学／大阪市立大学／大阪大学／大阪府立大学／岡山商科大学／岡山大学／沖縄国際大学／香川大学／学習院大学／鹿児島国際大学／神奈川大学／金沢学院大学／金沢星稜大学／関西大学／関西学院大学／関東学院大学／関東学園大学／北九州市立大学／岐阜協立大学／九州共立大学／九州産業大学／九州大学／京都産業大学／京都大学／京都橘大学／近畿大学／釧路公立大学／熊本学園大学／久留米大学／敬愛大学／慶應義塾大学／甲南大学／神戸学院大学／神戸国際大学／神戸大学／國學院大学／駒澤大学／埼玉大学／佐賀大学／滋賀大学／下関市立大学／周南公立大学／城西大学／上智大学／成蹊大学／成城大学／西南学院大学／摂南大学／専修大学／創価大学／大東文化大学／高崎経済大学／千葉経済大学／中央大学／中京大学／帝京大学／東京経済大学／東京国際大学／東京大学／東京都立大学／同志社大学／東北学院大学／東北大学／東洋大学／獨協大学／富山大学／長崎大学／名古屋学院大学／名古屋経済大学／名古屋商科大学／名古屋市立大学／名古屋大学／南山大学／新潟産業大学／日本経済大学／日本大学／日本福祉大学／ノースアジア大学／阪南大学／一橋大学／広島経済大学／広島大学／福井県立大学／福岡大学／福山大学／富士大学／法政大学／北星学園大学／北海学園大学／北海道大学／松山大学／武蔵大学／武蔵野大学／明海大学／明治学院大学／名城大学／明星大学／桃山学院大学／山口大学／横浜国立大学／立教大学／立正大学／立命館大学／龍谷大学／流通科学大学／流通経済大学／麗澤大学／和歌山大学）
- 経済経営学部　（環太平洋大学／京都先端科学大学／埼玉学園大学／札幌国際大学／周南公立大学／駿河台大学／帝塚山大学／東京都立大学／長岡大学／東日本国際大学／北陸大学／和光大学）
- 経済情報学部　（尾道市立大学／金沢学院大学／岐阜聖徳学園大学／姫路獨協大学）
- 経済・マネジメント学群　（高知工科大学）
- 芸術学部　（桜美林大学／大阪芸術大学／大阪成蹊大学／金沢学院大学／九州産業大学／京都芸術大学／京都精華大学／京都造形芸術大学／倉敷芸術科学大学／嵯峨美術大学／札幌大谷大学／女子美術大学／崇城大学／成安造形大学／玉川大学／東亜大学／東京工芸大学／東北芸術工科大学／名古屋芸術大学／日本大学／広島市立大学）
- 芸術工学部　（九州大学／神戸芸術工科大学／東海大学／名古屋市立大学）
- 芸術情報学部　（尚美学園大学）
- 芸術専門学群　（筑波大学）
- 芸術地域デザイン学部　（佐賀大学）
- 芸術文化学群　（桜美林大学）
- 芸術文化学部　（尾道市立大学／富山大学）
- 芸術文化・観光学部　（芸術文化観光専門職大学）
- 経法学部　（信州大学）
- 経法商学部　（沖縄大学）
- 言語コミュニケーション学部　（東京国際大学）
- 言語文化学部　（東京外国語大学）
- 健康医療科学部　（愛知淑徳大学）
- 健康医療学部　（医療創生大学／京都先端科学大学／八戸学院大学）
- 健康医療スポーツ学部　（帝京平成大学）
- 健康栄養学群　（尚絅学院大学）
- 健康栄養学部　（大阪樟蔭女子大学／大手前大学／沖縄大学／高知県立大学／修文大学／東海学園大学／東京聖栄大学／西九州大学／比治山大学／文教大学／南九州大学／山形県立米沢栄養大学／山梨学院大学）
- 健康科学部　（青森県立保健大学／SBC東京医療大学／大阪青山大学／畿央大学／北里大学／京都光華女子大学／京都橘大学／健康科学大学／高知学園大学／高知健康科学大学／至学館大学／高崎健康福祉大学／千葉県立保健医療大学／中部大学／東海大学／東京家政大学／東邦大学／東北福祉大学／常葉大学／名古屋女子大学／新潟医療福祉大学／新見公立大学／日本福祉大学／兵庫大学／広島国際大学／広島修道大学／広島都市学園大学／北海道千歳リハビリテーション大学／北陸学院大学）
- 健康学部　（東海大学）
- 健康管理学部　（長崎国際大学）
- 健康・スポーツ科学部　（武庫川女子大学）
- 健康スポーツ学部　（広島国際大学）
- 健康生活学部　（活水女子大学／名古屋文理大学）
- 健康データサイエンス学部　（順天堂大学）
- 健康発達学部　（長野県立大学）
- 健康福祉学群　（桜美林大学）
- 健康福祉学部　（大阪体育大学／関西福祉科学大学／神戸女子大学／高崎健康福祉大学／東海学院大学／東京都立大学／東日本国際大学／西九州大学）
- 健康プロデュース学部　（浜松大学）
- 健康メディカル学部　（帝京平成大学）
- 現代家政学部　（京都華頂大学）
- 現代教育学部　（中部大学）
- 現代教養学部　（聖心女子大学／中央学院大学／東京女子大学）
- 現代経営学部　（東洋学園大学）
- 現代国際学部　（名古屋外国語大学）
- 現代コミュニケーション学部　（浜松学院大学）
- 現代システム科学域　（大阪公立大学）
- 現代社会学部　（大手前大学／京都産業大学／京都女子大学／神戸学院大学／摂南大学／筑紫女学園大学／中京大学／鎮西学院大学／同志社女子大学／東北文化学園大学／富山国際大学／名古屋学院大学／羽衣国際大学）
- 現代心理学部　（立教大学）
- 現代生活学部　（中国学園大学／帝塚山大学／東京家政学院大学）
- 現代政策学部　（城西大学）
- 現代中国学部　（愛知大学）
- 現代日本社会学部　（皇學館大学）
- 現代人間学部　（京都ノートルダム女子大学／神戸海星女子学院大学／和光大学）
- 現代ビジネス学部　（九州国際大学／名古屋産業大学／兵庫大学／宮城学院女子大学／安田女子大学／山梨学院大学）
- 現代福祉学部　（法政大学）
- 現代文化学部　（金城学院大学／尚絅大学／駿河台大学／東京純心大学／東京女子大学／文化学園大学）
- 現代法学部　（東京経済大学）
- 現代マネジメント学部　（愛知学泉大学）
- 現代ライフ学部　（帝京平成大学）
- 建築学部　（神奈川大学／金沢工業大学／関西学院大学／京都美術工芸大学／近畿大学／工学院大学／芝浦工業大学／大同大学／東北工業大学／日本工業大学／武庫川女子大学／明星大学）
- 建築&芸術学部　（大手前大学）
- 建築・環境学部　（関東学院大学）
- 建築デザイン学部　（日本女子大学）
- 建築・デザイン学部　（大阪電気通信大学／共立女子大学）
- 建築都市学部　（東海大学）
- 建築都市工学部　（九州産業大学）
- 建築都市デザイン学部　（東京都市大学）

#### こ
- 公益学部　（東北公益文科大学）
- 工学域　（大阪府立大学）
- 工学院　（東京工業大学）
- 工学資源学部　（秋田大学：『理工学部』に改組。）
- 工学部　（愛知工科大学／愛知工業大学／足利大学／茨城大学／宇都宮大学／愛媛大学／大阪工業大学／大阪産業大学／大阪公立大学／大阪市立大学／大阪大学／大阪電気通信大学／大阪府立大学／岡山大学／岡山理科大学／鹿児島大学／神奈川工科大学／神奈川大学／金沢工業大学／関西学院大学／北見工業大学／岐阜大学／九州工業大学／九州大学／京都大学／京都先端科学大学／京都橘大学／近畿大学／熊本大学／久留米工業大学／工学院大学／神戸大学／公立諏訪東京理科大学／埼玉工業大学／埼玉大学／山陽小野田市立山口東京理科大学／滋賀県立大学／静岡大学／芝浦工業大学／湘南工科大学／信州大学／崇城大学／第一工科大学／大同大学／拓殖大学／玉川大学／千葉工業大学／千葉大学／中京大学／中部大学／東海大学／東京工科大学／東京工芸大学／東京大学／東京電機大学／東京都立大学／東京農工大学／東京理科大学／東北学院大学／東北工業大学／東北大学／徳島文理大学／鳥取大学／東北文化学園大学／富山県立大学／富山大学／豊田工業大学／豊橋技術科学大学／長岡技術科学大学／長崎総合科学大学／長崎大学／名古屋工業大学／名古屋大学／奈良女子大学／新潟工科大学／新潟大学／西日本工業大学／日本工業大学／日本大学／日本文理大学／八戸工業大学／兵庫県立大学／広島工業大学／広島大学／福井工業大学／福井大学／福岡工業大学／福岡大学／福山大学／北海学園大学／北海道科学大学／北海道大学／前橋工科大学／三重大学／宮崎大学／武蔵野大学／山形大学／山口大学／山梨大学／琉球大学／麗澤大学）
- 工学部第二部　（東京電機大学）
- 公共学部　（大阪商業大学）
- 公共政策学部　（京都府立大学）
- 口腔歯学部　（福岡歯科大学）
- 航空・マネジメント学群　（桜美林大学）
- 工芸科学部　（京都工芸繊維大学）
- 工芸学部　（京都美術工芸大学）
- 交流文化学部　（愛知淑徳大学）
- 国際英語学部　（京都橘大学／中京大学）
- 国際・英語学部　（大阪女学院大学）
- 国際開発学部　（拓殖大学）
- 国際学群　（名桜大学：『国際学部』に改称。）
- 国際学部　（宇都宮大学／追手門学院大学／大阪学院大学／大阪経済法科大学／大阪産業大学／関西学院大学／共立女子大学／近畿大学／敬愛大学／甲南女子大学／実践女子大学／昭和女子大学／摂南大学／拓殖大学／中京大学／天理大学／東海大学／東京成徳大学／東洋大学／常磐大学／名古屋商科大学／新潟国際情報大学／広島市立大学／文教大学／名桜大学／明治学院大学／龍谷大学／麗澤大学／和洋女子大学）
- 国際環境工学部　（北九州市立大学）
- 国際関係学部　（亜細亜大学／九州国際大学／京都産業大学／静岡県立大学／島根県立大学／大東文化大学／中部大学／東京国際大学／日本大学／別府大学／立命館大学／龍谷大学）
- 国際観光学部　（大阪観光大学／開志専門職大学／東洋大学／阪南大学／平安女学院大学）
- 国際看護学部　（医療創生大学／大手前大学）
- 国際キャリア学部　（福岡女学院大学）
- 国際共創学部　（大阪経済大学）
- 国際教養学部　（追手門学院大学／大阪国際大学／開智国際大学／九州大学／国際教養大学／順天堂大学／上智大学／創価大学／千葉商科大学／千葉大学／中国学園大学／獨協大学／南山大学／広島女学院大学／宮崎国際大学／武蔵大学／桃山学院大学／横浜市立大学／早稲田大学）
- 国際経営学部　（共栄大学／中央大学／別府大学／立命館アジア太平洋大学）
- 国際経済学部　（新潟県立大学／浜松大学／麗澤大学）
- 国際言語学部　（関西外国語大学）
- 国際言語文化学部　（梅光学院大学）
- 国際貢献学部　（京都外国語大学）
- 国際交流学部　（大阪観光大学／フェリス女学院大学）
- 国際こども教育学部　（常盤会学園大学）
- 国際コミュニケーション学部　（愛知大学／大阪国際大学／関西国際大学／群馬県立女子大学／淑徳大学／椙山女学園大学／常磐会学園大学／阪南大学／福岡国際大学／北陸大学／武蔵野学院大学）
- 国際コミュニティ学部　（広島修道大学）
- 国際資源学部　（秋田大学）
- 国際社会科学部　（学習院大学）
- 国際社会学部　（共愛学園前橋国際大学／東京外国語大学／東洋英和女学院大学／長崎県立大学）
- 国際商学部　（横浜市立大学）
- 国際商経学部　（広島県立大学）
- 国際情報学部　（金城学院大学／中央大学）
- 国際食料情報学部　（東京農業大学）
- 国際人文学部　（城西国際大学）
- 国際政策学部　（山梨県立大学）
- 国際政治経済学部　（青山学院大学／二松學舎大学）
- 国際総合科学部　（横浜市立大学）
- 国際地域学部　（東洋大学／新潟県立大学）
- 国際地域創造学部　（琉球大学）
- 国際日本学部　（神奈川大学／東京外国語大学／明治大学）
- 国際人間科学部　（鈴鹿大学）
- 国際人間学部　（鹿児島純心女子大学）
- 国際福祉開発学部　（日本福祉大学）
- 国際文化学部　（愛知文教大学／鹿児島国際大学／活水女子大学／関東学院大学／九州産業大学／京都精華大学／神戸大学／西南学院大学／東海大学／名古屋学院大学／ノートルダム清心女子大学／文化学園大学／法政大学／北洋大学／山口県立大学／龍谷大学）
- 国際文化交流学部　（学習院女子大学／公立小松大学）
- 国際文理学部　（福岡女子大学）
- 国際リベラルアーツ学部　（山梨学院大学）
- 子ども育成学部　（富山国際大学）
- 子ども科学部　（東北福祉大学）
- こども学部　（浦和大学／帝京科学大学／名古屋柳城女子大学／東大阪大学）
- 子ども学部　（浦和大学／静岡福祉大学／白梅学園大学／中国学園大学／中部学院大学／東京家政大学／東京成徳大学／西九州大学／梅光学院大学／平安女学院大学）
- こども教育学部　（京都光華女子大学／京都文教大学／こども教育宝仙大学／尚絅大学／鈴鹿大学／横浜創英大学）
- 子ども教育学部　（大阪青山大学／岡崎女子大学／九州栄養福祉大学／くらしき作陽大学／広島都市学園大学／平安女学院大学）
- こども心理学部　（東京未来大学）
- 子ども生活学部　（宇都宮共和大学）
- 子ども発達学部　（日本福祉大学：『教育・心理学部』に改称。）
- 子ども未来学部　（田園調布学園大学）
- コミュニケーション学部　（東京経済大学）
- コミュニケーション文化学部　（松蔭大学）
- コミュニティ振興学部　（常磐大学）
- コミュニティ政策学部　（愛知学泉大学／淑徳大学）
- コミュニティ人間科学部　（青山学院大学）
- コミュニティ福祉学部　（立教大学）
- コンピュータサイエンス学部　（東京工科大学）
- コンピュータ理工学部　（会津大学／京都産業大学）

### さ行

#### さ
- さいたま看護学部　（日本赤十字看護大学）
- サービス経営学部　（西武文理大学）
- サービス産業学部　（東亜大学：2007年3月募集停止、発展解消。／流通科学大学）
- サービス創造学部　（千葉商科大学）
- 産業科学技術学部　（倉敷芸術科学大学）
- 産業技術学部　（筑波技術大学）
- 産業工学部　（東海大学）
- 産業社会学部　（つくば国際大学／羽衣国際大学／立命館大学）
- 産業情報学部　（沖縄国際大学）
- 産業保健学部　（産業医科大学）
- 産業理工学部　（近畿大学）

#### し
- 歯学部　（北海道大学／東北大学／東京医科歯科大学／新潟大学／大阪大学／岡山大学／広島大学／徳島大学／九州大学／長崎大学／鹿児島大学／九州歯科大学／北海道医療大学／岩手医科大学／奥羽大学／明海大学／東京歯科大学／日本大学／日本歯科大学／昭和大学／鶴見大学／神奈川歯科大学／松本歯科大学／朝日大学／愛知学院大学／大阪歯科大学／福岡歯科大学）
- 事業構想学群　（宮城大学）
- 事業構想学部　（宮城大学）
- システム科学技術学部　（秋田県立大学）
- システム工学群　（高知工科大学）
- システム工学部　（和歌山大学）
- システム情報科学部　（公立はこだて未来大学）
- システムデザイン学部　（東京都立大学）
- システムデザイン工学部　（東京電機大学）
- システム理工学部　（関西大学／芝浦工業大学）
- シティライフ学部　（宇都宮共和大学）
- 次世代教育学部　（環太平洋大学）
- 児童学部　（聖徳大学）
- 児童教育学部　（大阪樟蔭女子大学／東海大学）
- 児童スポーツ教育学部　（日本体育大学）
- 児童保育学部　（大阪総合保育大学）
- 心身科学部　（愛知学院大学）
- 社会安全学部　（関西大学）
- 社会イノベーション学部　（成城大学）
- 社会インフォマティクス学環　（和歌山大学）
- 社会科学部　（早稲田大学）
- 社会学部　（一橋大学／大谷大学／関西国際大学／桃山学院大学／大和大学）
- 社会環境学部　（常葉大学／福岡工業大学）
- 社会共生学部　（大正大学）
- 社会共創学部　（愛媛大学）
- 社会・国際学群　（筑波大学）
- 社会システム科学部　（千葉工業大学）
- 社会情報科学部　（兵庫県立大学）
- 社会情報学部　（京都ノートルダム女子大学／群馬大学：『情報学部』に改組。／武庫川女子大学）
- 社会情報デザイン学部　（十文字学園女子大学）
- 社会福祉学部　（岩手県立大学／大阪府立大学／関西福祉科学大学／関西福祉大学／九州保健福祉大学／金城大学／熊本県立大学／群馬医療福祉大学／高知県立大学／神戸医療未来大学／四国学院大学／静岡福祉大学／星槎道都大学／聖隷クリストファー大学／東京福祉大学／同朋大学／長野大学／新潟医療福祉大学／日本社会事業大学／日本福祉大学／花園大学／弘前学院大学／佛教大学／北星学園大学／山口県立大学／立正大学）
- 獣医学群　（酪農学園大学）
- 獣医学部　（麻布大学／岩手大学／大阪公立大学／岡山理科大学／北里大学／日本獣医生命科学大学／北海道大学）
- 獣医畜産学部　（北里大学：『獣医学部』に改称。）
- 生涯学習学部　（八洲学園大学）
- 生涯学習システム学部　（北翔大学）
- 生涯スポーツ学部　（北翔大学）
- 生涯福祉学部　（兵庫大学）
- 商学部　（一橋大学／大阪公立大学／大阪市立大学／小樽商科大学／函館大学／北海商科大学／高崎商科大学／慶應義塾大学／専修大学／高千穂大学／拓殖大学／中央大学／中央学院大学／東京国際大学／日本大学／明治大学／横浜商科大学／早稲田大学／愛知学院大学／名古屋学院大学／名古屋商科大学／大阪学院大学／関西大学／関西学院大学／同志社大学／流通科学大学／広島修道大学／福岡大学／西南学院大学／九州産業大学／久留米大学／熊本学園大学）
- 商経学部　（千葉商科大学）
- 商船学部　（東京商船大学）
- 情報科学部　（愛知県立大学／愛知工業大学／大阪工業大学／九州産業大学／周南公立大学／千葉工業大学／広島市立大学／法政大学）
- 情報学群　（高知工科大学／筑波大学）
- 情報学部　（神奈川大学／神奈川工科大学／金沢工業大学／近畿大学／工学院大学／静岡大学／静岡理工科大学／崇城大学／湘南工科大学／大同大学／東北学院大学／長崎総合科学大学／広島市立大学／文教大学／松山大学／大和大学）
- 情報経営イノベーション学部（情報経営イノベーション専門職大学）
- 情報工学部　（九州工業大学／岡山県立大学／金沢学院大学／東京都市大学／富山県立大学／福岡工業大学／名城大学）
- 情報コミュニケーション学部　（筑波学院大学／明治大学）
- 情報システム学部　（長崎県立大学）
- 情報社会科学部　（日本福祉大学：現在は廃止。）
- 情報社会学部　（大阪経済大学／椙山女学園大学）
- 情報社会政策学部　（愛知学院大学）
- 情報数理学部　（明治学院大学）
- 情報通信学部　（東海大学）
- 情報通信工学部　（大阪電気通信大学）
- 情報データ科学部　（長崎大学）
- 情報・データサイエンス学部　（千葉大学）
- 情報デザイン学部　（東京情報デザイン専門職大学／ノートルダム清心女子大学）
- 情報デザイン工学部　（東海大学）
- 情報ビジネス学部　（豊橋創造大学）
- 情報フロンティア学部　（金沢工業大学）
- 情報文化学部　（名古屋大学）
- 情報変革科学部　（千葉工業大学）
- 情報マネジメント学部　（産業能率大学／東京通信大学）
- 情報メディア学部　（育英館大学／北海道情報大学／名古屋文理大学）
- 情報融合学環　（熊本大学）
- 情報理工学域　（電気通信大学）
- 情報理工学院　（東京工業大学）
- 情報理工学部　（岡山理科大学／京都産業大学／中京大学／電気通信大学／東海大学／南山大学／立命館大学）
- 情報連携学部　（東洋大学）
- 食環境科学部　（東洋大学）
- 食健康科学部　（昭和女子大学）
- 食産業学群　（宮城大学）
- 食産業学部　（宮城大学）
- 食品栄養科学部　（静岡県立大学）
- 食文化学部　（くらしき作陽大学／梅花女子大学）
- 食マネジメント学部　（立命館大学）
- 食物栄養科学部　（別府大学）
- 食物栄養学部　（九州栄養福祉大学／別府大学：『食物栄養科学部』に改称。）
- 食料産業学部　（新潟食料農業大学）
- 神学部　（関西学院大学／上智大学／西南学院大学／東京基督教大学／東京神学大学／同志社大学）
- 鍼灸学部　（鈴鹿医療科学大学／明治国際医療大学）
- 心身科学部　（愛知学院大学）
- 神道文化学部　（國學院大學）
- 人文科学部　（就実大学／帝塚山大学／松山東雲女子大学）
- 人文学部　（医療創生大学／東京都立大学／山形大学／茨城大学／高知大学／東海大学／新潟大学／宮崎公立大学／三重大学／富山大学／信州大学／山口大学／札幌学院大学／札幌国際大学／北海学園大学／恵泉女学園大学／敬和学園大学／駒沢女子大学／城西国際大学／聖学院大学／聖徳大学／東京家政大学／東京家政学院大学／東京成徳大学／東洋学園大学／新潟産業大学／武蔵大学／明星大学／目白大学／和洋女子大学／愛知文教大学／桜花学園大学／至学館大学／中部大学／東海学園大学／南山大学／京都精華大学／神戸学院大学／神戸山手大学／聖和大学／相愛大学／帝塚山大学／福山大学／広島修道大学／松山大学／松山東雲女子大学／九州ルーテル学院大学／西南女学院大学／長崎純心大学／福岡大学／福岡女学院大学／沖縄大学／沖縄キリスト教学院大学）
- 人文経営学部　（日本橋学館大学）
- 人文社会科学部　（岩手大学／静岡大学）
- 人文社会学群　（尚絅学院大学／福島大学）
- 人文社会学部　（大阪女子大学／帝京平成大学／東京都立大学／琉球大学）
- 人文・文化学群　（筑波大学）
- 心理科学部　（広島国際大学／北海道医療大学）
- 心理学部　（愛知学院大学／跡見学園女子大学／医療創生大学／関西国際大学／神戸学院大学／神戸女子大学／札幌学院大学／中京大学／帝塚山大学／東海学園大学／同志社大学／人間環境大学／明治学院大学／明星大学／安田女子大学）
- 心理・教育学群　（尚絅学院大学）
- 心理こども学部　（梅花女子大学）
- 心理社会学部　（大正大学）
- 心理福祉学部　（帝塚山大学）
- 心理・福祉学部　（聖徳大学）
- 診療放射線学部　（群馬県立県民健康科学大学）

#### す
- 水産学部　（北海道大学／長崎大学／鹿児島大学）
- スポーツ科学部　（静岡産業大学／中京大学／日本大学／日本福祉大学／福岡大学／山梨学院大学／早稲田大学）
- スポーツ学部　（びわこ成蹊スポーツ大学／九州共立大学）
- スポーツ健康科学部　（順天堂大学／同志社大学／立命館大学／流通経済大学）
- スポーツ・健康科学部　（大東文化大学）
- スポーツ健康学部　（大阪産業大学／金沢学院大学／法政大学）
- スポーツ健康政策学部　（桐蔭横浜大学）
- スポーツ人間学部　（札幌国際大学）
- スポーツプロモーション学部　（日本ウェルネススポーツ大学）
- スポーツ文化学部　（日本体育大学）
- スポーツマネジメント学部　（日本体育大学）

#### せ
- 生活科学部　（お茶の水女子大学／大阪公立大学／大阪市立大学／高知県立大学／茨城キリスト教大学／実践女子大学／昭和女子大学／椙山女学園大学／千里金蘭大学／同志社女子大学／広島女学院大学／四国大学／美作大学／尚絅大学）
- 生活環境学部　（奈良女子大学／金城学院大学／平安女学院大学／武庫川女子大学）
- 生活創造学部　（川村学園女子大学）
- 生活福祉文化学部　（京都ノートルダム女子大学）
- 政経学部　（国士舘大学／拓殖大学）
- 政策科学部　（立命館大学）
- 政策学部　（同志社大学／龍谷大学）
- 政策情報学部　（千葉商科大学）
- 政策創造学部　（関西大学）
- 政策マネジメント学部　（吉備国際大学）
- 生産工学部　（日本大学）
- 生産システム科学部　（公立小松大学）
- 政治経済学部　（聖学院大学／朝鮮大学校／東海大学／明治大学／早稲田大学）
- 生物学部　（東海大学）
- 生物産業学部　（東京農業大学）
- 生物資源科学部　（島根大学／日本大学／秋田県立大学）
- 生物資源学部　（三重大学／島根大学／福井県立大学）
- 生物資源環境学部　（石川県立大学）
- 生物資源産業学部　（徳島大学）
- 生物生産学部　（広島大学）
- 生物生命学部　（崇城大学）
- 生物地球学部　（岡山理科大学）
- 生物理工学部　（近畿大学／東海大学／東京工業大学）
- 生命医科学部　（同志社大学）
- 生命科学部　（岡山理科大学／倉敷芸術科学大学／東京歯科大学／東京農業大学／東京薬科大学／東洋大学／法政大学／立命館大学）
- 生命学部　（広島工業大学）
- 生命環境科学域　（大阪府立大学）
- 生命環境科学部　（大阪府立大学）
- 生命・環境科学部　（麻布大学
- 生命環境学群　（筑波大学）
- 生命環境学部　（京都府立大学：『生命理工情報学部』『農学食科学部』『環境科学部』に改組。／県立広島大学／山梨大学）
- 生命健康科学部　（中部大学）
- 生命工学部　（福山大学）
- 生命歯学部　（日本歯科大学）
- 生命システム工学部　（中京大学）
- 生命理工学院　（東京工業大学）
- 生命理工学部　（東京工業大学：『生命理工学院』に改組。）
- 生命理工情報学部　（京都府立大学）
- 世界共生学部　（名古屋外国語大学）
- 世界教養学部　（名古屋外国語大学）
- 繊維学部　（京都工芸繊維大学：2006年3月募集停止、発展解消。／信州大学）
- 先進工学部　（工学院大学／日本工業大学）
- 先進理工学部　（早稲田大学）
- 先端芸術学部　（神戸芸術工科大学）
- 先端理工学部　（龍谷大学）

#### そ
- 造形学部　（愛知産業大学／成安造形大学／東京造形大学／常葉大学／長岡造形大学／名古屋造形大学／文化学園大学／武蔵野美術大学）
- 造形芸術学部　（宝塚大学／明星大学）
- 造形構想学部　（武蔵野美術大学）
- 造形表現学部　（多摩美術大学）
- 総合科学部　（大阪府立大学／徳島大学／広島大学）
- 総合学部　（イオンド大学）
- 総合家政学部　（安田女子大学）
- 総合管理学部　（熊本県立大学）
- 総合キャリア学部　（LEC東京リーガルマインド大学）
- 総合グローバル学部　（上智大学）
- 総合経営学部　（大阪商業大学／東海大学）
- 総合経済学部　（金城大学）
- 総合社会学部　（近畿大学）
- 総合情報学部　（大阪電気通信大学／関西大学／東京情報大学／東洋大学）
- 総合心理学部　（人間環境大学／立命館大学）
- 総合数理学部　（明治大学）
- 総合政策学部　（岩手県立大学／関西学院大学／杏林大学／慶應義塾大学／作新学院大学：2010年度に募集停止。／常磐大学／尚美学園大学／中央大学／津田塾大学／四日市大学）
- 総合生命科学部　（京都産業大学）
- 総合生命理学部　（名古屋市立大学）
- 総合人間科学部　（尚絅学院大学／上智大学）
- 総合人間学部　（京都大学／山陽学園大学）
- 総合光科学部　（公立千歳科学技術大学）
- 総合福祉学部　（浦和大学／淑徳大学／東北福祉大学／日本医療大学）
- 総合文化学部　（沖縄国際大学／大手前大学）
- 総合文化政策学部　（青山学院大学）
- 総合マネジメント学部　（東北福祉大学）
- 総合理工学部　（島根大学）
- 総合リハビリテーション学部　（大阪府立看護大学／大阪府立大学／神戸学院大学／森ノ宮医療大学）
- 創生学部　（新潟大学）
- 創生工学部　（北海道科学大学）
- 創造芸術学部　（創造学園大学）
- 創造工学部　（香川大学／神奈川工科大学／千葉大学）
- 創造表現学部　（愛知淑徳大学）
- 創造理工学部　（早稲田大学）
- ソーシャルシステムデザイン学部　（叡啓大学）
- ソーシャル・データサイエンス学部　（一橋大学）
- ソーシャルワーク学部　（創造学園大学）
- ソフトウェア情報学部　（青森大学／岩手県立大学）

### た行

#### た
- 体育学部　（大阪体育大学／鹿屋体育大学／環太平洋大学／国際武道大学／国士舘大学／仙台大学／朝鮮大学校／天理大学／東海大学／東京女子体育大学／日本女子体育大学／日本体育大学）
- 体育専門学群　（筑波大学）
- 第一工学部　（東京大学／日本大学：発展解消。）
- 第一商学部　（早稲田大学：発展解消。）
- 第一政治経済学部　（早稲田大学：発展解消。）
- 第一文学部　（早稲田大学：発展解消。）
- 第一法学部　（早稲田大学：発展解消。）
- 第一理工学部　（早稲田大学：発展解消。）
- 第二工学部　（神奈川大学／近畿大学：『九州工学部』に改称。／東海大学／東京大学／日本大学：『工学部』に改称。）
- 第二商学部　（早稲田大学：発展解消。）
- 第二政治経済学部　（早稲田大学：発展解消。）
- 第二文学部　（早稲田大学：2006年3月募集停止、発展解消。）
- 第二法学部　（早稲田大学：発展解消。）
- 第二理工学部　（早稲田大学：発展解消。）
- 立川看護学部　（東京医療保健大学）
- 多文化社会学部　（長崎大学）

#### ち
- 地域医療学部　（帝京平成大学）
- 地域科学部　（岐阜大学）
- 地域学部　（鳥取大学）
- 地域環境科学部　（東京農業大学）
- 地域教育文化学部　（山形大学）
- 地域共創学群　（札幌大学）
- 地域共創学部　（九州産業大学）
- 地域協働学部　（高知大学）
- 地域経営学部　（福知山公立大学）
- 地域資源創生学部　（宮崎大学）
- 地域政策学部　（愛知大学／島根県立大学／高崎経済大学）
- 地域創生学群　（北九州市立大学）
- 地域創生学部　（県立広島大学／淑徳大学／大正大学）
- 地域創造学部　（追手門学院大学／長崎県立大学／奈良県立大学）
- 地域創造学環　（静岡大学）
- 地域デザイン科学部　（宇都宮大学）
- 地域発展学部　（作新学院大学：2005年度より『総合政策学部』に改組。）
- 地域保健学域　（大阪府立大学）
- 地域マネジメント学部　（山陽学園大学／福島学院大学）
- 地域未来共創学環　（茨城大学）
- 地球環境科学部　（立正大学）
- 地球社会共生学部　（青山学院大学）
- 畜産学部　（帯広畜産大学）
- 知的財産学部　（大阪工業大学）
- 知能情報学部　（甲南大学）
- 知能情報社会学部　（ZEN大学）
- 千葉看護学部　（東京医療保健大学）

#### て
- デザイン学部　（岡山県立大学／京都精華大学／神戸芸術工科大学／札幌市立大学／静岡文化芸術大学／東京工科大学／名古屋芸術大学／西日本工業大学／明星大学）
- デザイン工学部　（大阪産業大学／芝浦工業大学／東北芸術工科大学／法政大学）
- デザイン・データ科学部　（東京都市大学）
- デジタルコミュニケーション学部　（デジタルハリウッド大学）
- データ&イノベーション学群　（高知工科大学）
- データサイエンス学部　（大阪成蹊大学／大妻女子大学／京都女子大学／滋賀大学／下関市立大学／名古屋市立大学／明星大学／武蔵野大学／横浜市立大学／立正大学）
- データサイエンス経営学部　（宇都宮大学）
- 電気自動車システム工学部　（電動モビリティシステム専門職大学）
- 電気通信学部　（電気通信大学）
- 電子情報学部　（東海大学：2006年3月募集停止、発展解消。）

#### と
- 東京メディア芸術学部　（宝塚大学）
- 東京メディア・コンテンツ学部　（宝塚大学）
- 動物看護学部　（ヤマザキ動物看護大学）
- 都市科学部　（横浜国立大学）
- 都市環境学部　（東京都立大学）
- 都市経営学部　（福山市立大学）
- 都市経済学部　（宇都宮共和大学：『シティライフ学部』に改称。）
- 都市情報学部　（名城大学）
- 都市生活学部　（東京都市大学）
- 都市創造学部　（亜細亜大学）
- 都市デザイン学部　（富山大学）

### な行

#### な
- 成田看護学部　（国際医療福祉大学）
- 成田保健医療学部　（国際医療福祉大学）
- 成田薬学部　（国際医療福祉大学）

#### に
- 新潟生命歯学部　（日本歯科大学）
- 21世紀アジア学部　（国士舘大学）
- 日本文化学部　（愛知県立大学／京都華頂大学）
- 人間栄養学部　（聖徳大学／東京家政学院大学）
- 人間開発学部　（國學院大學）
- 人間科学部　（愛知みずほ大学／大阪経済大学／大阪国際大学／大阪大学／神奈川大学／九州産業大学／金城学院大学／神戸女学院大学／専修大学／高千穂大学／東京都市大学／東洋英和女学院大学／人間総合科学大学／文教大学／早稲田大学）
- 人間学群　（筑波大学）
- 人間学部　（石巻専修大学／仙台白百合女子大学／大正大学／目白大学／文京学院大学／愛知東邦大学／名城大学／仁愛大学／聖泉大学／天理大学／太成学院大学）
- 人間環境学部　（関東学院大学／人間環境大学／広島修道大学／法政大学）
- 人間関係学部　（武蔵野大学／椙山女学園大学／東海学院大学／志學館大学／福岡女学院大学／大妻女子大学／和光大学）
- 人間看護学部　（滋賀県立大学）
- 人間教育学部　（園田学園女子大学／桃山学院教育大学／桃山学院大学）
- 人間共生学部　（関東学院大学）
- 人間健康科学部　（周南公立大学）
- 人間健康学部　（関西大学／京都光華女子大学／広島文化学園大学）
- 人間健康福祉学部　（聖カタリナ大学）
- 人間社会学域　（金沢大学）
- 人間社会学群　（姫路獨協大学）
- 人間社会学部　（宇部フロンティア大学／大阪府立大学／恵泉女学園大学／埼玉工業大学／静岡英和学院大学／実践女子大学／昭和女子大学／東京国際大学／長崎国際大学／日本女子大学／福岡県立大学）
- 人間社会福祉学部　（福岡医療福祉大学）
- 人間情報学部　（愛知淑徳大学）
- 人間生活科学部　（名古屋経済大学）
- 人間生活学部　（広島女学院大学）
- 人間総合学群　（駒澤女子大学）
- 人間総合学部　（白百合女子大学／北陸学院大学）
- 人間発達科学部　（富山大学）
- 人間発達学部　（京都橘大学／相愛大学／高崎健康福祉大学／中村学園大学／名古屋芸術大学／南九州大学）
- 人間福祉学部　（関西学院大学／聖学院大学／中部学院大学／田園調布学園大学／東京通信大学／北翔大学／山梨県立大学）
- 人間文化学部　（愛国学園大学／京都先端科学大学／作新学院大学／滋賀県立大学／島根県立大学／昭和女子大学）
- 人間文学部　（作新学院大学）

#### ね
- ネットワーク情報学部　（専修大学）

#### の
- 農学群　（福島大学）
- 農学食科学部　（京都府立大学）
- 農学生命科学部　（弘前大学）
- 農学部　（茨城大学／岩手大学／宇都宮大学／愛媛大学／大阪公立大学／大阪府立大学／岡山大学／香川大学／鹿児島大学／吉備国際大学／九州大学／京都大学／近畿大学／神戸大学／佐賀大学／静岡大学／信州大学／摂南大学／玉川大学／東海大学／東京大学／東京農業大学／東京農工大学／東北大学／鳥取大学／名古屋大学／新潟大学／北海道大学／宮崎大学／明治大学／名城大学／山形大学／山口大学／琉球大学／龍谷大学）
- 農食環境学群　（酪農学園大学）
- 農林海洋科学部　（高知大学）
- 農林業経営学部　（東北農林専門職大学）

### は行

#### は
- バイオ・化学部　（金沢工業大学）
- バイオ環境学部　（京都先端科学大学）
- バイオサイエンス学部　（長浜バイオ大学）
- バイオニクス学部　（東京工科大学）
- 発達科学部　（神戸大学／高松大学）
- 発達教育学部　（京都女子大学／京都橘大学／神戸親和女子大学：『教育学部』に改称。）

#### ひ
- 比較文化学部　（大妻女子大学／上智大学）
- 東が丘看護学部　（東京医療保健大学）
- 東が丘・立川看護学部　（東京医療保健大学）
- 光科学部　（公立千歳科学技術大学）
- ビジネス学部　（愛知淑徳大学／大阪国際大学／奈良学園大学／八戸学院大学）
- ビジネス情報学部　（上武大学）
- ビジネス創造学部　（嘉悦大学）
- ビジネスデザイン学部　（浜松大学／桃山学院大学）
- ビジネスマネジメント学群　（桜美林大学）
- 美術学部　（愛知県立芸術大学／東京芸術大学／多摩美術大学／星槎道都大学／京都市立芸術大学／文星芸術大学／横浜美術大学／秋田公立美術大学）
- 美術工芸学部　（沖縄県立芸術大学／金沢美術工芸大学）
- 美術文化学部　（金沢学院大学）
- ビューティ&ウェルネス学部　（ビューティ&ウェルネス専門職大学）
- ヒューマンケア学部　（佐久大学／帝京平成大学／東都大学／名古屋学芸大学）
- 表現学部　（大正大学／和光大学）
- 表象文化学部　（同志社女子大学）

#### ふ
- 福岡医療技術学部　（帝京大学）
- 福岡看護学部　（国際医療福祉大学）
- 福岡保健医療学部　（国際医療福祉大学）
- 福岡薬学部　（国際医療福祉大学）
- 福祉学部　（福島学院大学）
- 福祉環境学部　（東日本国際大学）
- 福祉経営学部　（日本福祉大学）
- 福祉健康科学部　（大分大学）
- 福祉健康学部　（福山平成大学）
- 福祉貢献学部　（愛知淑徳大学）
- 福祉社会学部　（鹿児島国際大学）
- 福祉情報学部　（周南公立大学）
- 福祉心理学部　（新潟青陵大学）
- 福祉総合学部　（城西国際大学）
- 服飾学部　（杉野服飾大学）
- 服装学部　（文化学園大学）
- 仏教学部　（駒澤大学／大正大学／佛教大学／身延山大学／立正大学）
- 物質理工学院　（東京工業大学）
- 不動産学部　（明海大学）
- フロンティアサイエンス学部　（甲南大学）
- 文化学部　（京都産業大学）
- 文学部　（追手門学院大学／大阪公立大学／大阪市立大学／大阪大学／岡山大学／九州大学／京都大学／熊本大学／神戸大学／千葉大学／東京大学／東北大学／名古屋大学／奈良女子大学／二松學舍大学／広島大学／北海道大学／桃山学院大学／北九州市立大学／京都府立大学／熊本県立大学／群馬県立女子大学／都留文科大学／愛知大学／愛知学院大学／愛知淑徳大学／青山学院大学／跡見学園女子大学／桜美林大学／茨城キリスト教大学／大谷大学／大阪大谷大学／大妻女子大学／学習院大学／活水女子大学／金沢学院大学／関西大学／関西学院大学／関東学院大学／京都女子大学／京都橘大学／金城学院大学／久留米大学／慶應義塾大学／皇學館大学／甲南大学／甲南女子大学／神戸松蔭女子学院大学／神戸女学院大学／神戸女子大学／神戸親和女子大学／高野山大学／國學院大學／国士舘大学／駒澤大学／四国大学／四国学院大学／四天王寺大学／実践女子大学／上智大学／白百合女子大学／成蹊大学／聖心女子大学／清泉女子大学／聖徳大学／聖トマス大学／西南学院大学／専修大学／創価大学／大正大学／大東文化大学／玉川大学／筑紫女学園大学／中央大学／中京大学／鶴見大学／帝京大学／帝塚山学院大学／天理大学／東海大学／東京家政大学／東北学院大学／同志社大学／同朋大学／東洋大学／徳島文理大学／名古屋女子大学／奈良大学／日本女子大学／ノートルダム清心女子大学／梅光学院大学／花園大学／弘前学院大学／広島女学院大学／フェリス女学院大学／藤女子大学／佛教大学／文教大学／別府大学／法政大学／北星学園大学／武庫川女子大学／武蔵野大学／明治大学／明治学院大学／盛岡大学／安田女子大学／立教大学／立正大学／立命館大学／龍谷大学／早稲田大学）
- 文化教育学部　（佐賀大学）
- 文化言語学部　（尚絅大学）
- 文化構想学部　（早稲田大学）
- 文化社会学部　（東海大学）
- 文化情報学部　（椙山女学園大学／駿河台大学／同志社大学）
- 文化財学部　（吉備国際大学）
- 文化政策学部　（静岡文化芸術大学）
- 文化創造学部　（岐阜女子大学）
- 文化表現学部　（梅花女子大学）
- 文教育学部　（お茶の水女子大学）
- 文芸学部　（近畿大学／成城大学／共立女子大学）
- 文理学部　（日本大学）
- 文理融合学部　（東海大学）

#### ほ
- 保育学部　（桜花学園大学）
- 保育児童学部　（東京福祉大学）
- 法学部　（愛知学院大学／愛知大学／青山学院大学／朝日大学／亜細亜大学／追手門学院大学／大阪学院大学／大阪経済法科大学／大阪公立大学／大阪市立大学／大阪大学／岡山商科大学／岡山大学／沖縄国際大学／香川大学／学習院大学／神奈川大学／関西大学／関西学院大学／関東学院大学／北九州市立大学／九州国際大学／九州大学／京都産業大学／京都女子大学／京都先端科学大学／京都大学／熊本大学／久留米大学／慶應義塾大学／甲南大学／神戸学院大学／神戸大学／國學院大學／国士舘大学／駒澤大学／札幌大学／札幌学院大学／志學館大学／上智大学／駿河台大学／成蹊大学／成城大学／西南学院大学／清和大学／摂南大学／専修大学／創価大学／大東文化大学／高岡法科大学／中央大学／中央学院大学／中京大学／帝京大学／帝塚山大学／桐蔭横浜大学／東海大学／東京経済大学／東京大学／東京都立大学／同志社大学／常葉大学／東北学院大学／東北大学／東洋大学／獨協大学／名古屋学院大学／名古屋経済大学／名古屋大学／南山大学／新潟大学／日本大学／日本文化大学／ノースアジア大学／白鷗大学／一橋大学／広島修道大学／広島大学／福岡大学／平成国際大学／法政大学／北海学園大学／北海道大学／松山大学／宮崎産業経営大学／明治学院大学／明治大学／名城大学／武蔵野大学／桃山学院大学／山梨学院大学／立教大学／立正大学／立命館大学／龍谷大学／流通経済大学／早稲田大学）
- 法経学部　（東京都立大学）
- 法政経学部　（千葉大学／大阪国際大学）
- 法文学部　（愛媛大学／大阪市立大学／島根大学／琉球大学）
- 保健医療学部　（朝日大学／茨城県立医療大学／植草学園大学／大阪保健医療大学／香川県立保健医療大学／関西医療大学／関西国際大学／公立小松大学／国際医療福祉大学／埼玉医科大学／札幌医科大学／純真学園大学／順天堂大学／昭和大学／東京有明医療大学／豊橋創造大学／奈良学園大学／日本医療科学大学／日本医療大学／日本体育大学／日本文理大学／人間総合科学大学／常葉大学／広島国際大学／文京学院大学／北海道科学大学／明治国際医療大学／目白大学／森ノ宮医療大学／山形県立保健医療大学／大和大学）
- 保健医療技術学部　（佛教大学／文京学院大学）
- 保健医療経営学部　（保健医療経営大学）
- 保健医療福祉学部　（吉備国際大学：『保健科学部』に改組。／埼玉県立大学）
- 保健衛生学部　（鈴鹿医療科学大学／藤田医科大学）
- 保健科学部　（愛媛県立医療技術大学／吉備国際大学／岐阜医療科学大学／九州保健福祉大学／熊本保健科学大学／群馬パース大学：『医療技術学部』に改組。／神戸常盤大学／筑波技術大学）
- 保健学部　（杏林大学／弘前医療福祉大学）
- 保健看護学部　（川崎医療福祉大学／関西医療大学／順天堂大学／和歌山県立医科大学）
- 保健福祉学部　（旭川大学／西南女学院大学／徳島文理大学／岡山県立大学／神奈川県立保健福祉大学／県立広島大学／名寄市立大学）
- ホスピタリティ・ツーリズム学部　（明海大学）
- ホピュラーカルチャー学部　（京都精華大学）

### ま行

#### ま
- 幕張ヒューマンケア学部　（東都大学）
- 松戸歯学部　（日本大学）
- 松山看護学部　（人間環境大学）
- マネジメント学部　（跡見学園女子大学／大阪成蹊大学／福島学院大学）
- マネジメント創造学部　（甲南大学）
- マンガ学部　（京都精華大学）

#### み
- 未来科学部　（東京電機大学）
- 未来工学部　（北里大学）
- 未来創造学部　（北陸大学）
- 未来デザイン学部　（北海道科学大学）
- 未来変革科学部　（千葉工業大学）

#### め
- メディア学部　（城西国際大学／東京工科大学／目白大学）
- メディア・芸術学部　（大手前大学：『建築&芸術学部』に改称。）
- メディアコミュニケーション学部　（江戸川大学）
- メディア情報学部　（東京都市大学／駿河台大学）
- メディア造形学部　（名古屋学芸大学）
- メディアビジネス学部　（広島経済大学）
- メディア表現学部　（京都精華大学）
- メディアプロデュース学部　（愛知淑徳大学）

#### も
- モチベーション行動科学部　（東京未来大学）

### や行

#### や
- 薬学部　（大阪医科薬科大学／湘南医療大学／第一薬科大学／兵庫医科大学／兵庫医療大学／北海道大学／東北大学／千葉大学／東京大学／富山大学／京都大学／大阪大学／岡山大学／広島大学／徳島大学／九州大学／長崎大学／熊本大学／名古屋市立大学／静岡県立大学／岐阜薬科大学／山陽小野田市立山口東京理科大学／北海道医療大学／北海道科学大学／青森大学／岩手医科大学／東北医科薬科大学／奥羽大学／医療創生大学／国際医療福祉大学／高崎健康福祉大学／城西大学／城西国際大学／順天堂大学／東邦大学／東京理科大学／千葉科学大学／帝京平成大学／東京薬科大学／日本大学／日本薬科大学／明治薬科大学／昭和大学／昭和薬科大学／星薬科大学／慶應義塾大学／北里大学／武蔵野大学／帝京大学／横浜薬科大学／新潟薬科大学／北陸大学／名城大学／愛知学院大学／金城学院大学／鈴鹿医療科学大学／京都薬科大学／同志社女子大学／立命館大学／大阪薬科大学／近畿大学／摂南大学／大阪大谷大学／神戸薬科大学／武庫川女子大学／神戸学院大学／姫路獨協大学／広島国際大学／安田女子大学／福山大学／就実大学／徳島文理大学／松山大学／福岡大学／長崎国際大学／九州保健福祉大学／崇城大学／岐阜医療科学大学）

#### ゆ
- 融合学域　（金沢大学）

### ら行

#### ら
- ライフデザイン学部　（東北工業大学／東洋大学／至誠館大学）
- 酪農学部　（酪農学園大学：現在は廃止。）

#### り
- 理学院　（東京工業大学）
- 理学部　（茨城大学／愛媛大学／大阪公立大学／大阪女子大学／大阪市立大学／大阪大学／大阪府立大学／岡山大学／岡山理科大学／お茶の水女子大学／学習院大学／鹿児島大学／神奈川大学／関西学院大学／北里大学／九州大学／京都産業大学／京都大学／熊本大学／高知大学／神戸大学／埼玉大学／静岡大学／城西大学／信州大学／千葉大学／東海大学／東京大学／東京工業大学／東京都立大学／東京理科大学／東邦大学／東北大学／富山大学／名古屋大学／奈良女子大学／新潟大学／日本女子大学／福岡大学／兵庫県立大学／広島大学／北海道大学／山形大学／山口大学／横浜市立大学／立教大学／琉球大学）
- 理工学域　（金沢大学）
- 理工学群　（筑波大学／福島大学）
- 理工学部　（青山学院大学／秋田大学／石巻専修大学／岩手大学／追手門学院大学／大分大学／大阪市立大学／関西学院大学／甲南大学／関東学院大学／九州産業大学／近畿大学／群馬大学／慶應義塾大学／高知大学／公立千歳科学技術大学／国士舘大学／佐賀大学／静岡理工科大学／上智大学／成蹊大学／摂南大学／創価大学／中央大学／朝鮮大学校／帝京大学／東京都市大学／東京電機大学／東京理科大学／同志社大学／東洋大学／徳島大学／徳島文理大学／南山大学／日本大学／弘前大学／法政大学／明治大学／名城大学／明星大学／室蘭工業大学／安田女子大学／大和大学／横浜国立大学／立命館大学／龍谷大学）
- リハビリテーション科学部　（北翔大学）
- リハビリテーション学部　（愛知医療学院大学／アール医療専門職大学／大阪河﨑リハビリテーション大学／関西医科大学／群馬パース大学／神戸国際大学／四條畷学園大学／星城大学／聖隷クリストファー大学／名古屋学院大学／新潟医療福祉大学／西九州大学／兵庫医科大学／兵庫医療大学／令和健康科学大学）
- リベラルアーツ学群　（桜美林大学）
- リベラルアーツ学部　（開智国際大学／玉川大学／帝塚山学院大学）
- 流通科学部　（中村学園大学）
- 流通学部　（阪南大学）
- 流通情報学部　（流通経済大学）
- 臨床教育学部　（芦屋大学）
- 臨床心理学部　（京都文教大学）

#### れ
- 歴史学部　（佛教大学）

#### ろ
- ロボティクス&デザイン工学部　（大阪工業大学）

### わ行

#### わ
- 和歌山看護学部　（東京医療保健大学）
- 和歌山保健医療学部　（宝塚医療大学）